# Zouhair Feddal
Zouhair Feddal Agharbi (Tétouan, 1 januari 1989) is een Marokkaans voetballer die doorgaans als centrale verdediger speelt. Hij verruilde Real Betis in juli 2020 voor Sporting Portugal. Feddal debuteerde in 2012 in het Marokkaans voetbalelftal.

## Clubcarrière
Feddal tekende in 2012 voor Rabat, een club uit zijn vaderland. Voorheen speelde hij in Spanje bij Vilajuïga, Teruel, Terrassa en RCD Espanyol B. In 2013 werd de verdediger verkocht aan het Italiaanse Parma, dat hem verhuurde aan Siena en US Palermo. In 2015 trok hij naar het Spaanse Levante. Eén jaar later tekende Feddal een driejarig contract bij Deportivo Alavés. Op 21 augustus 2016 debuteteerde hij voor zijn nieuwe club in het Estadio Vicente Calderón tegen Atlético Madrid.

## Interlandcarrière
Feddal debuteerde op 14 november 2012 in het Marokkaans voetbalelftal, in een oefeninterland tegen Togo. Voorheen kwam hij ook uit voor Marokko –23, waarvoor hij elf interlands speelde.

## Erelijst
| Kampioen Primeira Liga | 1x | 2020/21 |
| Taça da Liga           | 1x | 2020/21 |